# Daniel Damm
Daniel Damm (* 2. Dezember 1981 in Lich) ist ein ehemaliger deutscher Fußballspieler in der Abwehr.
Von 2002 bis 2004 spielte Damm mit dem SV Darmstadt 98 und dem FC Augsburg in der Regionalliga Süd, wechselte dann zum 1. FC Kaiserslautern, wo er in der Saison 2005/06 zu 33 Einsätzen in der zweiten Mannschaft kam. Als Vertragsamateur stand er die letzten drei Spieltage dieser Saison im Bundesligakader, wurde aber vom damaligen Trainer Wolfgang Wolf nicht eingesetzt. Nach dem Abstieg des 1. FC Kaiserslautern wechselte Damm zum SV Wehen. Hier lief Damm in der Saison 2006/07 19-mal in der Regionalliga Süd auf und schaffte mit der Mannschaft als Tabellenerster den Aufstieg in die 2. Bundesliga. In der Zweitligasaison 2007/08 kam er allerdings zu keinem Einsatz mehr beim nun umbenannten SV Wehen Wiesbaden.
Zu Beginn der Spielzeit 2008/09 wechselte Damm zu Kickers Offenbach, um mit dem komplett neu formierten Team die erste 3.-Liga-Saison zu bestreiten. In der Saison 2009/10 spielte er für den FSV 1926 Fernwald in der Oberliga Hessen. Am Ende der Saison beendete er seine Karriere.
Damm spielte in der linken Verteidigung, konnte aber auch im defensiven Mittelfeld eingesetzt werden.

## Erfolge als Spieler
- Aufstieg in die 2. Bundesliga als Meister der Regionalliga Süd: 2006/07

## Trivia
Daniel Damm ist der Sohn des ARD-Sportreporters Werner Damm.